# Structure de commandement or-argent-bronze
La structure de commandement or-argent-bronze (Gold Silver Tocard command structure) est la structure de commandement mise en place au Royaume-Uni en cas de catastrophe.
C'est la police qui a la charge des opérations (police primary). Dans certains cas où le danger prime, le service d'incendie (fire service) peut être chargé de la gestion du chantier dans un secteur donné (inner cordon).

## Or (gold)
Le commandement or (Gold Command) définit la stratégie générale et maîtrise l'organisation des ressources. Il est situé dans un lieu à l'écart de la catastrophe (salle d'opérations distante), et communique avec le terrain par téléphone ou visioconférence. Le commandant or (Gold Commander) est le responsable général du chantier.

## Argent(silver)
Le commandant argent (Silver Commander) est le plus gradé sur le terrain. C'est lui qui est chargé de la mise en application concrète des décisions du commandant or avec les ressources allouées.
Les commandants argent des diverses organisations sont regroupés au poste de commandement opérationnel, le Joint Emergency Services Control Centre (JESCC).
Lors de la phase de montée en puissance du dispositif, avant que la chaîne hiérarchique soit en place, le commandement argent est assuré par le chef du premier véhicule arrivé sur place.

## Bronze
Les commandants bronze travaillent sur le terrain et dirigent les équipes.